# Wiers
Wiers [wiɛːʁ] (en picard  Wiyére) (signification : "vivier") est une section de la ville belge de Péruwelz, située en Région wallonne dans la province de Hainaut. C'était une commune à part entière avant la fusion des communes de 1977. Plusieurs hameaux constituent le village: Rengies, Grivardrie (hameau de La Croix), Vergne et Grosmont.

## Évolution démographique
- Sources : INS, Rem. : 1831 jusqu'en 1970 = recensements, 1976 = nombre d'habitants au 31 décembre.

## Histoire
À l’époque médiévale, Wiers est une mosaïque de fiefs et de seigneuries. Formé sur l’axe de communication Condé-Tournai, le cœur de Wiers s’est développé en centre économique (des halles), juridique (un bailliage) et religieux (un autel). L’une de ses premières mentions date de 1148 (une terre appartenant de l’abbaye Saint-Médard de Tournai).

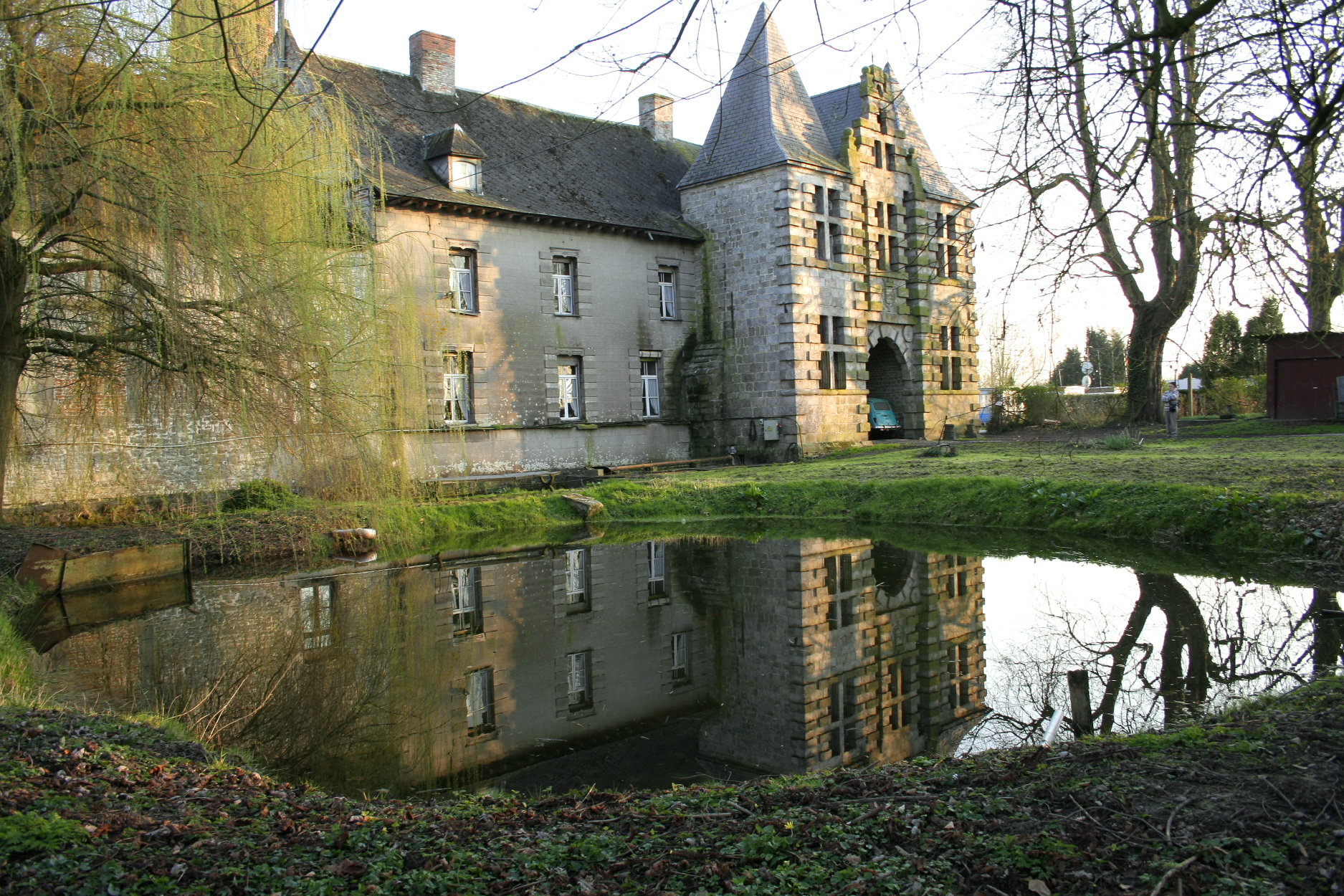
Le château du Biez (XIIe siècle-XVIIIe siècle).

Wières est à nouveau mentionné en 1152, dans un diplôme de Nicolas de Chièvres, évêque de Cambrai. L'existence d'autel à Wiers est constatée dans un diplôme daté du 4 avril 1183. Faisant partie de la châtellenie d'Ath, Louis XIV rattache la terre de Wiers au Tournaisis dès 1668 mais, au traité de Nimègue (1678), elle retourne à l'autorité espagnole. 
À la fin de l’époque médiévale, Wiers disposaient de plusieurs fabriques de bas qui délocaliseront à Péruwelz dans le courant du XVIIe siècle. Dans les années 1760, à côté de la bonneterie, trois fabriques de bas occupent plusieurs centaines de personnes. Au XIXe siècle, on dénombre trois sucreries, trois brasseries, une saboterie, une distillerie, une fabrique de chaussures et une manufacture de tabac. Un charbonnage a fonctionné au hameau de Vergne en 1863. À l'image des autres villages, ce gros bourg évolue de plus en plus vers le résidentiel.

## Économie

### Communications
La plus ancienne route de Wiers est probablement la chaussée de Tournai à Condé. 
En 1710, Wiers n'avait aucun chemin pavé mais le centre de la commune fut pavé vers cette époque. Le 29 avril 1723 l'Empereur, Charles VI du Saint-Empire, autorisa la perception d'un droit de chausséage d'un patard par chariot et charrette chargés, d'un liard au cheval chargé et de quatre deniers à chaque bête à corne, à la charge des étrangers traversant le village.
En 1859, une route nouvelle fut établie à Grosmont pour relier Wiers à Brasménil, séparés depuis la construction du canal Pommerœul-Antoing remplacé par le canal Nimy-Blaton-Peronnes.
En 1862, la compagnie houillère construisit un chemin à ses frais afin d'unir Vergne de Wiers à Wiers qui fut par la suite acheté par la Commune. En 1880, une nouvelle route fut construite à Vergne de Wiers afin de relier en ligne directe les communes françaises de Flines-lès-Mortagne et d'Hergnies.
Le sentier de grande randonnée 122 traverse la commune.

## Personnage célèbre
- Anne de Melun (1619-1679)